# Verdad oculta (serie policial paraguaya)
Verdad oculta es una teleserie policial paraguaya de 1993, que contó con la actuación de Carlos Gómez, Sonia Marchewka, Gregorio Ojeda, Francisco Birnstill, Jesús Pérez, Carlos Piñánez y Manuel Cuenca Rodríguez.

## Sinopsis
Gaspar Papo Mendieta (Carlos Gómez), es un ciudadano común, ya jubilado, al cual le encanta leer novelas policiales y admira el Fútbol. Liliana Castillo (Sonia Marchewka), Ya egresada de la Facultad, trabaja en un diario reconocido a nivel Nacional, y cuyas columnas, desatan o no, la Ira del Jefe de Redacción (Jesús Pérez), que dice ser Adorador de la Secta Adoradores del Divino Jolgorio. El Comisario Hugo Balbuena (Francisco Birnstill), es jefe de la Comisaría Policial donde trabaja, y tiene altos conocimientos de Artes Marciales. El trío, se une para la Aprehensión de Criminales y Resolución de Casos.

## Lista de episodios
- Un crimen de Película (1ª Parte) [4]
- Un crimen de Película (2ª Parte)
- La Dama Blanca[5]
- Crimen en el Club Nocturno[6]
- Los bebés de Rosemary[7]
- El Sátiro en el Parque[8]
- Para Robarte Mejor
- Muerte en el entreacto[2]
- Un Humilde Agricultor
- Vivir en las Alturas [9]
- Reparador de Corazones[10]
- Conexión Secreta
- Adiós a las Armas

## Capítulo final
Papo Mendieta, Fue disparado por dos Ex-Jerarcas nazis, y fue llevado al hospital. Muere Papo Mendieta. Renuncia Liliana Castillo a Policiales del Diario Última Hora y Hugo Balbuena se va al norte a resolver casos criminales. Pero antes de ir, se comprometen a llevar una amistad duradera. Al final exhibe la Retrospectiva de los Trece Capítulos Emitidos, Musicalizada por el tema musical "Avísame", de fuerte carga emocional, interpretado por la Banda Síntesis.

## Banda sonora
- Tema de Verdad Oculta - Jaime Padrós
- Tema del Jefe de redacción - Jaime Padrós
- Tema Macabro - Jaime Padrós
- Tema de Liliana Castillo - Jaime Padrós & Django Daniel Marcora
- Tema Triste - Jaime Padrós
- Tema de Suspenso - Jaime Padrós[10]
- Tema de Papo - Jaime Padrós & Django Daniel Marcora[12]
- Tema de Papo (Versión Rápida) - Jaime Padrós & Django Daniel Marcora[13]
- Rejas - Gente en Camino
- Canción de mi Tiempo - Gente en Camino
- Hombre de Ley - Gente en Camino
- Te Quiero - Gente en Camino
- Hagalí - Síntesis[14]
- Esto es sólo para vos - Síntesis[15]
- Espectros - Síntesis[16]
- Avísame - Síntesis[11]
- Una Noche en Monte Calvo - Modest Músorgski
- Paraguaya de Pies Descalzos - Oscar Gómez
- Al Capone - Francesco Napoli[17]
- Enséñame - Ruth Marcela Brosel & Darío Gómez Pedrozo
- Contigo aprendí - Trío Los Panchos
- Vamos al Zoológico - Celeste Maluff

## Rodaje
Se hizo en diversos lugares de la ciudad de Asunción y en el episodio Para robarte mejor, se rodó en una ruta del interior del país.